# 太谷學派
太谷學派為清朝嘉慶、道光年間，由周太谷所創立的學派，後期有大成教、大學教、聖人教、黃崖教等別稱。起初為學術傳承與結社，後來漸漸轉化為教團，特徵在於將宋明理學宗教化以及組織化；學術理論上延續了三教融合的思想、永嘉學派的事功理念，後期宗教化則可看出受明末王啟元《清署經談》所提倡的儒家宗教化提議影響。由於此學派長期流傳於民間，長期為學術圈所遺漏，聲明不顯；唯因《老殘遊記》作者劉鶚為此派中人，研究時偶有提及，學派內容才逐漸顯露於人前。

## 名称
太谷學派之名，並非其自稱或歷史習慣上的稱呼。起初，周太谷在揚州講授「聖功」之學，故門人自稱「聖功弟子」；外界則或以周太谷的字「崆峒子」稱「崆峒派」、或以其名稱「太谷派」。周太谷亡故後，北宗張積中授徒山東黃崖，得名「黃崖教」；南宗李光炘在泰州講學，也因地名得「新泰州學派」之稱。後期黃葆年在蘇州設立「歸群草堂」，門徒自稱「入門」，外人稱之「黃門」。此外民間尚有大成教、大學教、聖人教、泰州教等別稱。1927年盧冀野在《東方雜誌》上發表《太谷學派之沿革及其思想》一文，以「太谷學派」之名統合名稱多樣的周太谷及其門人的組織，頗受認可，遂定名「太谷學派」。

## 历史

### 發展
周太谷，本名谷，字星垣，號太谷，別號崆峒子。太谷學派第三代學人謝逢源《龍川夫子年譜》言其少年時四處遊歷，拜福州韓仰瑜、南昌陳一泉為師。「一泉宗佛氏之教，而仰俞治老氏之學也。」又言「太谷能以細葦刺木扉，如穿魯縞。與陳先生逆風揚帆、韓先生吹海見底。」可見其早期所學，偏向江湖道術與佛老傳承，與儒學無涉。其後見到周敦頤石刻「志伊尹之志，學顏淵之學」，乃反思孟子的仁義、曾子的明德、顏淵的博約，發覺自己於此無所心得，此後便朝儒學轉向。學術有成後寫下《或問十三篇》，內容發前人所未發，以儒家為宗、旁通佛老，韓仰瑜、陳一泉因此反過來拜周太谷為師。就陳遼考證，太古學派重視學說，不論資排輩，很可能就是起源自此。
周太谷學術淵博，亦精於雜技，《皖志列傳稿‧周谷傳》記載其「其傳道不拘守型式，時以醫治人疾。性樂易，鄰舍童子見谷來，輒跳躍就之。谷或與蹴踘、意錢戲，無忤也。士大夫傳者，以谷能煉氣辟穀，通陰陽奇賅，符圖罡咒。役鬼隱形。又教人取精玄牝，容成秘戲。」故其在世時，門徒眾多；同時也因為門徒眾多，又雜有符籙咒術以至於房中術等雜藝，受到朝廷注意，視為「教匪」，在揚州被拘捕入獄，出獄後避居揚州海島巷，直至道光十二年（西元1832年）過世。
周太谷臨終前，遺命意門生張積中、李光炘分頭向南北傳教，由此分出南北二宗。李光炘先行南下傳教，收穫頗豐；張積中則遲至咸豐六年（西元1856年）才動身北行，於山東濟南肥州黃崖山聚眾授徒講學。張積中力主「富而後教」，且承襲周太谷重視祭祀的觀點，與門徒建設黃崖山，建有石砦、護城河，門前設甕城，門旁立哨樓，上設炮台；沿山開可俯瞰山下的巡邏小路，每隔幾十步就有一座面向山外的石碉堡，又以信徒家財設立商行、文事房、武備房，一時極其繁榮。當時太平天國之亂仍在，此一堅固的堡壘引來許多人加入，「避地者歸之如流水」。所祭祀對象，除了儒家先聖，尚有大虛大辰大天尊及大陰神尊、大陽神尊、眾星星主天尊、列宿宿主天尊、大社后土大神后及雷電神后、風雲神后、雨露神后、稼穡神后等，因此染上濃重的宗教色彩。《南園叢稿》載「中逮祭祀堂，祀孔子，歲有例期，儀節繁縟，用古衣冠，深夜參拜，太谷孫婦素馨、甥女蓉裳，盛裝捧劍左右侍，旃檀廷燎，香聞數里，光燭霄漢，鄉人遠望之，莫不知張聖人夜祭也。」

### 衰落
聚眾講學與盛大夜祭，終於引起清廷注意，建設的堡壘也頗觸及禁忌。同治五年十月六日，巡撫閻敬銘、丁寶楨率兵萬人合圍黃崖山，張榜招安五天，無人出砦受招。旋即攻打黃崖山，按閻敬銘佈置，官兵分三路，分進合擊，攻入石砦。屠殺砦內武裝精銳七八百人、寨內民眾一千七百餘人，墜崖落溝者不計其數，以致血流匯聚成川，沿砦流淌。此即世傳所謂黃崖教案。
太谷學派之傳授因此大受影響，北傳一派因此轉入地下；南方一派即李光炘派則有鑑於政治力無法避免，故積極與官場中人聯繫，如光緒六年（1880）湖北提督李長樂、光緒七年（1881）提督張國英均拜入門下。然而門人多半是經由輾轉介紹而來，不復周太谷、張積中聚眾講學之風。
此後門中雖有傑出之士，未能重振。第三代弟子中較有成就者為朱淵、蔣文田、黃葆年、劉鶚，第四代弟子則有李泰階、劉大紳。此後遭逢八年抗戰、國共內戰、文化大革命，此派業已式微。朱季康在〈黃崖山事件與太谷學派研究〉中認為，太谷學派主教流傳於販夫走卒、鄉野庶民之間，受資質基礎所限，難明學派精髓。而學派的中堅集中在中下層知識份子群體中，如此一來，學派吸收新人的主要來源，只剩下家族姻親，也是無可奈何。學派人數既少，又無天才中興，時逢戰亂，故終究不免於沒落。

## 相关研究
太谷學派本是秘密而不进行传播的，劉大紳曾尝试发表《儒宗心法》时遭到派中阻止。文化大革命期间，在泰州查获一大批太谷学派遗著，在焚毁前得泰州图书馆保护而幸免于难。这批书籍为黄葆年弟子张德广从1924年起雇人誊抄下来的，共90种307卷。1986年泰州图书馆对其编目并公之于众。